# Heaven's open
Heaven's open is een studioalbum van Mike Oldfield.

## Inleiding
Oldfield nam het album onder de werktitel Man in the rain (idem voor het nummer Heaven's open) op in een periode dat hij steeds meer meningsverschillen kreeg met Virgin Records. Het zou dan ook een album zijn, dat alleen op de markt werd gebracht om aan zijn contractuele verplichtingen te voldoen, aldus OOR's Pop-encyclopedie (versie 1993). De opzet van het album greep terug naar eerdere albums, kortere nummers achter elkaar, afgesloten dan wel voorafgegaan door een langere track. Het werd het enige album dat werd uitgebracht onder de naam Michael Oldfield, zijn min of meer vaste muziekproducent kreeg de aanduiding Thom Newman. De platenhoes greep eveneens terug; dit maal op de hoes van succesalbum Tubular Bells, dat de werktitel Breakfast in bed had. Het laat een afgetopt ei zien, waarbij er bloed in plaats van een dooier uit de schaal stroomt; daarboven drie duiven.

## Musici

### De band
- Simon Phillips – drumstel
- Dave Levy – basgitaar
- Mickey Simmonds – hammondorgel, piano
- Michael Oldfield – zang, gitaren, toetsinstrumenten (hij had voldoende zelfvertrouwen opgebouwd om zelf de zangstem voor zijn rekening te nemen)
- Andy Longhurst – aanvullende toetsen
- Courtney Pine – saxofoons en basklarinet

### Sassy Choir
- Vikci St. James, Sylvia Mason-James, Dolly James, Debi Ross, Shirlie Roden, Valerie Etienne

### Aanvullende zang
- Anita Hegerland, Nikki Bentley, Thom Newman

## Muziek
| Nr. | Titel                             | Duur  |
| --- | --------------------------------- | ----- |
| 1.  | Make make (Oldfield)              | 4;18  |
| 2.  | No dream (Oldfield)               | 6:02  |
| 3.  | Mr Shame (Oldfield)               | 4:22  |
| 4.  | Gimme back (Oldfield)             | 4:12  |
| 5.  | Heaven’s open (Oldfield)          | 4:31  |
| 6.  | Music from the balcony (Oldfield) | 19:44 |

Het dieptepunt in hun samenwerking leidde tot enig gelach en het "Fuck off" aan het slot van de laatste track (Music from the balcony). Ook de openingstrack Make make haalt ook Virgin aan (Don't you know we’re not Virgin) en de titel Mr. Shame laat ook weinig aan de verbeelding over. Gimme back, een nummer is reggaestijl bevat de tekst “Gimme back my choice’’ als signaal dat Oldfield zich in zijn ogen te veel moest aanpassen aan de wil van Virgin.

## Nasleep
Erg populair werd het album nooit. Waar in Duits sprekende landen Oldfield tot dit album hoge cijfers gooide, bleven alleen Zwitserland (4 weken notering met topnotering 16) en Duitsland (15 weken met topnotering 13) over, terwijl voorgaande albums de top 10 haalden. Nederland had het wel gezien met Oldfield, het stond slechts vier weken genoteerd met een topnotering op 80. De Britse lijsten haalde het ook al niet. Richard Branson verkocht Virgin Records niet veel later aan EMI Group. Oldfield ondertekende een contract met Warner Records.
Tubular Bells · Hergest Ridge · Ommadawn · Incantations · Platinum · QE2 · Five miles out · Crises · Discovery · The Killing Fields · Islands · Earth Moving · Amarok · Heaven's open · Tubular Bells II · The songs of distant earth · Voyager · Tubular Bells III · Guitars · The Millennium Bell · Tr3s lunas · Tubular Bells 2003 · Light + Shade · Music of the Spheres · Man on the Rocks · Return to Ommadawn ·